# Triángulo Dorado (Sudeste Asiático)
Se denomina Triángulo Dorado  al área fronteriza entre Birmania, Laos y Tailandia, en la confluencia de los ríos Ruak y Mekong. Su nombre, acuñado por la CIA, se usa comúnmente de manera más amplia para referirse a un área de aproximadamente 950 000 kilómetros cuadrados (367 000 millas cuadradas) que se superpone a las montañas de los tres países adyacentes. Junto con Afganistán en la Media Luna Dorada, ha sido una de las áreas productoras de opio más grandes del mundo desde la década de 1950. La mayor parte de la heroína del mundo procedía del Triángulo Dorado hasta principios del siglo XXI, cuando Afganistán se convirtió en el mayor productor del mundo. La mayor parte del opio de la región se produce ahora en Birmania y, en menor medida, en Laos.
La producción de opio en Birmania es la segunda fuente de opio más grande del mundo después de Afganistán, y produce alrededor del 25 % del opio del mundo y forma parte del Triángulo Dorado. Sin embargo, en los últimos tiempos, el cultivo de adormidera en Birmania ha disminuido año tras año desde 2015. Según los datos más recientes de la Oficina de las Naciones Unidas contra la Droga y el Delito (ONUDD), se estima que se produjeron 405 toneladas métricas de opio en Myanmar en 2020, lo que representa menos de la mitad de la estimación de 2013 (870 tm), mientras que la superficie de cultivo de adormidera disminuyó un 11 % de 33 100 en 2019 a 29 500 hectáreas.